# تاجورا
تاجورا (به عربی: تاجوراء) یک منطقهٔ مسکونی در لیبی است که در استان طرابلس واقع شده‌است. تاجورا ۳۲۵٬۸۳۶ نفر جمعیت دارد و ۶ متر بالاتر از سطح دریا واقع شده‌است.